# 歯科技工学科
歯科技工学科（しかぎこうがっか）とは、歯学を研究・教育する大学・専修学校の学科。

## 概要
日本では、主に歯科技工士を養成する学校に存在する。その他、歯科技工士を養成する学科としては、口腔保健学科、口腔工学科などの名称で設置している場合が存在する。

## 主な設置学校

### 短期大学
- 日本歯科大学東京短期大学
- 日本歯科大学新潟短期大学（令和7年4月開設予定）

### 専修学校・各種学校
- 岐阜県立衛生専門学校
- 大阪大学歯学部附属歯科技工士学校
- 河原医療大学校